# NGC 5763
NGC 5763 је спирална галаксија у сазвежђу Волар која се налази на NGC листи објеката дубоког неба.
Деклинација објекта је + 12° 29' 26" а ректасцензија 14h 48m 58,7s. Привидна величина (магнитуда) објекта NGC 5763 износи 14,2 а фотографска магнитуда 15,0. NGC 5763 је још познат и под ознакама CGCG 76-64, NPM1G +12.0408, PGC 52905.